# Nagy István György
Nagy István György (1904 – 1992. november 3.) magyar mérnök, technikatörténész, szakíró.
A rakétatechnika és az űrkutatás elismert szakértője, akit rendszeresen felkért a média egy-egy esemény tudományos ismertetésére. Ezekben a témákban a korabeli sajtó 1957–1969 között szinte kizárólag csak az ő szakvéleményét ismertette.

## Életpálya
A Magyar királyi József nádor Műszaki és Gazdaságtudományi Egyetem (a BME jogelődje) Gépészmérnöki Karán szerzett diplomát, aranydiplomáját 1981-ben kapta meg.
Az 1936-ban kiadott Új Lexikon szakírója, és publikációira hivatkozások találhatók a Magyar Életrajzi Lexikonban is.
A Haditechnikai Kutatóintézet tudományos munkatársa, majd később a Zrínyi Miklós Katonai Akadémia hadtudományi tanára. Az Élet és Tudomány munkatársa, később a Haditechnikai Szemle főszerkesztője.
A Magyar Űrhajózási Bizottság tagja, a Magyar Asztronautikai Társaság egyik alapító, majd vezetőségi tagja. Több alkalommal tartott előadást a Nemzetközi Asztronautikai kongresszusokon. A Műszaki és Természettudományi Egyesületek Szövetsége (MTESZ) Központi Asztronautikai Szakosztálya (KASZ) vezetőségi tagja.

## Könyvei, publikációi
- A korszerű rakéta (1957)[13]
- Nagy István György: A mesterséges holdak műszerberendezése, Akadémiai Kiadó, Budapest, 1958.[14]
- Híradástechnikai mesterségeshold-szimulátor, Asztronautikai Tájékoztató, 1961.
- Kriogenikus giroszkóp, Asztronautikai Tájékoztató, 1961.
- A Venus-rakéta technikai csodái (1961)[15]
- Az Asztronauikai Tizedes Osztályozás (ATO), Asztronautikai Tájékoztató, 1961., 1966.
- Angol űrkutatás, Asztronautikai Tájékoztató, 1962.
- Nagy István György; Faltin Imréné; Illés Lászlóné: Gépjárművek és páncélosok technikája 1961–1965.
- Papp Bálint; Nagy István György; Tamási Zoltán: Rakétafegyver, Zrínyi Katonai Kiadó Budapest, 1962.
- Nagy István György: Az űrkutatás katonai vonatkozásai, 1962.
- Mi minden kell egy égi randevúhoz (1962)[16]
- Asztronautikai rövidítések, Asztronautikai Tájékoztató, 1964.
- Nagy István György (szerk.): Haditechnikai kézikönyv,- Zrínyi Katonai Kiadó Budapest, 1968.
- Nagy István György (szerk.): A Hold kapujában,- Cikkgyűjtemény, Móra Ferenc Könyvkiadó, Budapest 1969
- Nagy István György; Lőrincz István: Rakétatechnika, rakétafegyver, Zrínyi Katonai Kiadó Budapest, 1969.
- A Kozmosz meghódításának két útja: az Apollo- és a Szojuz-programok, Asztronautikai Tájékoztató, 1969.
- Feltárulnak a Vénusz titkai (1969)[17]
- Az Apollo 10. holdexpedíciója (1969)[18]
- A Hold Kolumbuszai (1969)[19]
- Az új Szojúz-kísérletek (1969)[20]
- Nagy István György (szerk.): Haditechnikai kislexikon,- Zrínyi Katonai Kiadó Budapest, 1971. (2. átdolgozott és bővített kiadás: 1976.  ISBN 9633265118)
- Serfőző László; Nagy István György: 	Mit kell tudni a háborúról és a korszerű hadseregről, Kossuth Kiadó, 1973. (2. átdolgozott és bővített kiadás: 1984. ISBN 963 09 2357 2)
- Horváth Árpád, Nagy István György – A csillagok felé,- Zrínyi Katonai Könyv- és Lapkiadó, Budapest 1975 ISBN 963 326222 4
- Nagy István György – Háború a kozmoszban (Haditechnika fiataloknak),- Zrínyi Katonai Kiadó, 1977. ISBN 963 326 249 6
- Nagy István György: Fonó Albert a sugárhajtás úttörője, Asztronautikai Tájékoztató, 1977.
- Asztronauták és kozmonauták űrrepülései, Asztronautikai Tájékoztató, 1978.
- A szabadságharc hadi rakétái, Élet és Tudomány 1978. 10. szám[21]
- Nagy István György – Szentesi György: Szovjet űrhajózás,- Zrínyi Katonai Kiadó, Budapest, 1979 - ISBN 9633262755
- Nagy István György: Űrhajózás,- Móra Ferenc Könyvkiadó, Budapest, 1981 - ISBN 9631125572
- A szovjet asztronautika úttörői, Asztronautikai Tájékoztató, 1981.
- A szovjet űrhajózás úttörői, Asztronautikai Tájékoztató, 1981.
- A repüléstudomány nagy úttörője – Kármán Tódor születésének 100. évfordulójára (1981)[22]
- Nagy István György – Dr. Szentesi György: Rakétafegyverek, űrhajózási hordozórakéták,- Zrínyi Katonai Kiadó, Budapest, 1983  - ISBN 963326121X
- Nagy István György: Pages from the History of the Hungarian Astronautical Society (34th IAF Congress, IAA-83-295)

## Díjai, kitüntetései
- Nívódíj (1974)[9]
- Szocialista Kultúráért kitüntetés (1978)[9]
- Fonó Albert-díj (1982)